# چاه آبی کی محمد
چاه آبی کی محمد یک منطقهٔ مسکونی در ایران است که در دهستان سرخه واقع شده‌است.